# John Peter Huchra
John Peter Huchra (Jersey City, 23 dicembre 1948 – Lexington, 8 ottobre 2010) è stato un astronomo e docente statunitense.
Ha insegnato Cosmologia alla Harvard University e al Harvard-Smithsonian Center for Astrophysics. È stato direttore del U.S. Committee dell'Unione Astronomica Internazionale.
Il Minor Planet Center gli accredita la scoperta dell'asteroide 2174 Asmodeus effettuata l'8 ottobre 1975 in collaborazione con Norman G. Thomas.
Scoprì la galassia ZW 2237+030, distante circa 400 milioni di anni luce, che, fungendo da lente gravitazionale, dà luogo alla croce di Einstein.
Nel 1989 ha scoperto, in collaborazione con Margaret Geller, la Grande Parete, un'immensa fascia di galassie che si estende per almeno 500 milioni di anni luce.
Gli è stato dedicato l'asteroide 4656 Huchra.